# Karen (folkeslag)
 For alternative betydninger, se Karen. (Se også artikler, som begynder med Karen)
Karén-folketeller Karénerne er en etnisk gruppe, der lever i Irrawaddy deltaet og i den østlige del af Burma (Myanmar) (hvor der er omkring 7.000.000) samt det vestlige Thailand (hvor der er ca. 400.000).
Omkring 1/3 af Karen-folket er kristne, i modsætning til Burmas Omkring 90% buddhister. Den burmesiske regerings undertrykkelse af religionsfriheden er derfor et et særlig stort problem for denne folkegruppe, netop fordi Karen-folket udover at kræve retten til at dyrke en anden religion end flertallet af befolkningen, samtidig også ønsker et vidtgående selvstyre.

## Karénerne i Burma

### Baggrunden
Karenfolket i Burma er i dag den næststørste stamme i landet, men for hundred og halvtreds år siden var de kaldet af deres mere magtfulde naboer bumanerne for "Vilddyr fra bjergene".
På den tid var de uorganiseret og levede i de tætte skove der dækkede landet, særligt på bjergryggene som gav dem beskyttelse. De havde ikke noget skriftsprog og blev afholdt i fanget af frygten, der gjorde deres liv uforanderligt og forhindrede dem i at ændre deres skikke, som de havde modtaget fra deres forfædre.
De var ikke et krigerisk folk og søgte sikkerhed ved tilbagetrækning fra floderne, som den gang var de eneste forbindelse veje, og de byggede deres små landsbyer højt oppe i bjergene eller andre vanskeligt tilgængelige steder. Her levede de i fattigdom men ikke uden håb om at deres efterkommere en dag ville få det bedre. Men nu ligesom jagede fugle de formanede deres børn, som sidder på hug ved de primitive lave borde til at spise deres ris, "Spis hurtigt, Spis hurtigt. Burmanerne kommer!"
Deres oprindelse er ukendt. Navnet "Karen" skyldes en forveksling med "Kachin", en helt anden etnisk gruppe i det nordlige Burma.

### Udbredelse
Den eneste del af Burma som kan blive kaldt Karenland er det som ligger øst for Toungoo eller Taungoo. Her i bjergene landsbyerne har aldrig blevet påvirket af deres mere magtfulde Burmanske naboer og i flere områder har de bevaret deres Karen navne. I andre områder de er kendt ved deres burmesiske navne og viser indflydelse fra de undertiden har været underlagt.

## Eksterne links
- J. Andersen: "Karenerne i Siam" (Geografisk Tidsskrift, Bind 31; 1928) * (den samme tekst) (Webside ikke længere tilgængelig)
- Karener vil blive i regnskoven. Arkiveret 11. november 2012 hos  Wayback Machine
- Et folks kamp for frihed. Om karénerne Arkiveret 4. marts 2016 hos  Wayback Machine
- De gør os ulovlige. Karénernes ret til jorden
- Befolkning, kultur og religion i Thailand Arkiveret 3. februar 2022 hos  Wayback Machine
- Burma – Etnicitet og nationalisme i historisk perspektiv (Webside ikke længere tilgængelig)
- Burma’s Longest War; anatomy of the Karen Conflict (march 2011) (engelsk)
- Karen Human Rights Group. En selvstændig forening der har dokumenteret brud på menneskerettigheder i Burma siden 1992 (engelsk)

## Bøger på dansk
- Davong Guu – en karénlandsby i Thailand; Kirsten Ewers Andersen. 126 sider, Udhigiver: Nationalmuseet (1979) ISBN 87-480-0191-0 ISBN 978-87-480-0191-6
- Bassebo, Bertha: Skal det være os? Forlaget Skarv, København 1982 ISBN 8775450054, 9788775450053
- Carsten Jensen: Det glemte folk. En rejse i Burmas grænseland; 2004. ISBN 978-82-7547-139-8
- Verdens Kvinder – Kvinders Verden; Nationalmuseet; 1977. ISBN 87-480-0136-8

## Bøger på engelsk
- Burma Pamphlets No. 8. The Karens of Burma by Harry I. Marshall

1. ↑  udtales ka-rén, med tryk på "e", ligesom i ren (i betydningen rensdyr)
2. ↑  Karenerne i Siam. (Webside ikke længere tilgængelig)

- Wikimedia Commons har flere filer relateret til Karen (folkeslag)

| Folkeslag | Spire Denne artikel om folkeslag eller etnografi er en spire som bør udbygges. Du er velkommen til at hjælpe Wikipedia ved at udvide den. |